# Fuentelárbol
Fuentelárbol es una localidad española del municipio de Quintana Redonda, perteneciente a la provincia de Soria, en la comunidad autónoma de Castilla y León. Está ubicada en la comarca de Soria y el partido judicial de Soria.

## Historia
Pertenece desde el siglo XI a la comunidad de Villa y tierra de Andaluz o Fuentepinilla, constituida a raíz de la concesión a este territorio del Fuero de Andaluz, uno de los documentos organizativos más antiguos de España.
A la caída del Antiguo Régimen la localidad se constituye en municipio constitucional en la región de Castilla la Vieja, partido de Almazán que en el censo de 1842 contaba con 37 hogares y 132 vecinos.
A mediados del siglo XIX crece el término del municipio porque incorpora a Osona, La Seca y Ventosa de Fuentepinilla.
A finales del siglo XX este municipio desaparece porque se integra en Quintana Redonda, las cuatro localidades contaban entonces con 112 hogares y 336 habitantes.

## Demografía
| Gráfica de evolución demográfica de Fuentelarbol entre 1842 y 1960 |
| |
| Población de derecho según los censos de población del INE Población de hecho según los censos de población del INEEntre el censo de 1857 y el anterior, crece el término del municipio porque incorpora a 425079 (Osona), 425102 (La Seca) y 425136 (Ventosa de Fuentepinilla) Entre el censo de 1970 y el anterior, este municipio desaparece porque se integra en el municipio 42144 (Quintana Redonda) |

Fuentelárbol contaba a 1 de enero de 2010 con una población de 22 habitantes, 10 hombres y 12 mujeres.
| Gráfica de evolución demográfica de Fuentelárbol entre 2000 y 2010                               |
|                                                                                                  |
| Población de derecho (2000-2010) según los censos de población del INE a 1 de enero de cada año. |

## Patrimonio

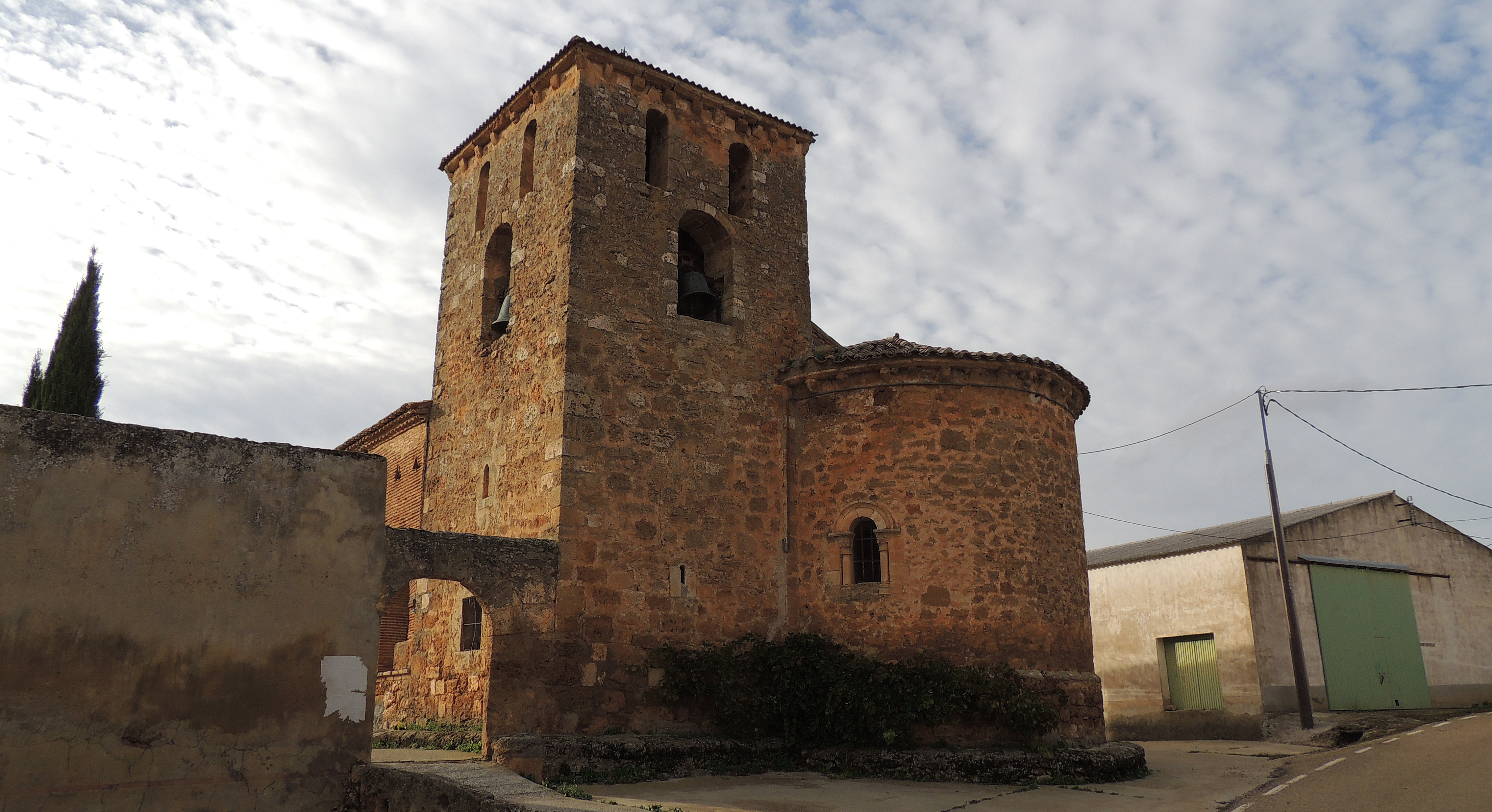
Iglesia de Nuestra Señora de la Asunción

Tiene una interesante iglesia parroquial católica de estilo románico dedicada a la Virgen de la Asunción, con un espléndido ábside decorado con tres ventanales con arquivoltas y capiteles historiados.
A unos 200 m de la salida del pueblo por la carretera de Fuente Pinilla-Almazán, en el paraje "El Perujal", en se encuentran una formación de ruedas de molino de cereal, que se debía a la antigua costumbre de colocar una rueda de piedra conmemorando cada boda acontecida en la localidad, ya que en el pueblo había canteros que se dedicaban a la extracción de dichas piedras. La cantidad de elementos que allí se encuentran, dan una idea del número de habitantes en esa época.

## Fiestas y costumbres
Al llegar al pueblo sorprende ver una larga hilera de piedras de molino hincadas en la tierra. Las colocaban allí los mozos que iban a casarse para ser vecinos de pleno derecho. En el término había una cantera donde se tallaban estas piedras que abastecían a los molinos de muchos pueblos de los alrededores; esta tradición se ha perdido y también ha desaparecido el olmo que da nombre al pueblo, del centro de la plaza de la Constitución, refiriéndose a La Pepa cuya placa es anterior a la Guerra Civil. Actualmente, los restos del viejo Olmo se encuentran en el camino "carra" el alto Cuesta Romero, a la intemperie y a merced de la degradación por los agentes externos.